# ایستگاه متروی چارباخ
چارباخ (ارمنی: Չարբախ) ایستگاه متروی ایروان می‌باشد.  و در ۲۶ دسامبر ۱۹۹۶ برای عموم گشایش یافت.